# Cichorium intybus
La cicoria comune (nome scientifico  Cichorium intybus L., 1753) è una specie di pianta angiosperma dicotiledone della famiglia delle Asteraceae.

## Etimologia
L'epiteto specifico (intybus) deriva dal latino intibus, intubus, in greco antico: ἔντυβον?, éntybon, di probabile origine semitica, col quale si indicava un'erba simile alla cicoria (ora chiamata genericamente "erba scariola").
Il binomio scientifico è stato definitivamente fissato dal botanico e naturalista svedese Carl von Linné (Linneo) (1707-1778) nella pubblicazione Species Plantarum del 1753; prima ancora però, questa pianta veniva chiamata variamente: Intubum sylvestre oppure Intubum sylvestris; solo poco prima di Linneo s'incominciò a usare costantemente il nome proprio di Cichorium.

## Descrizione

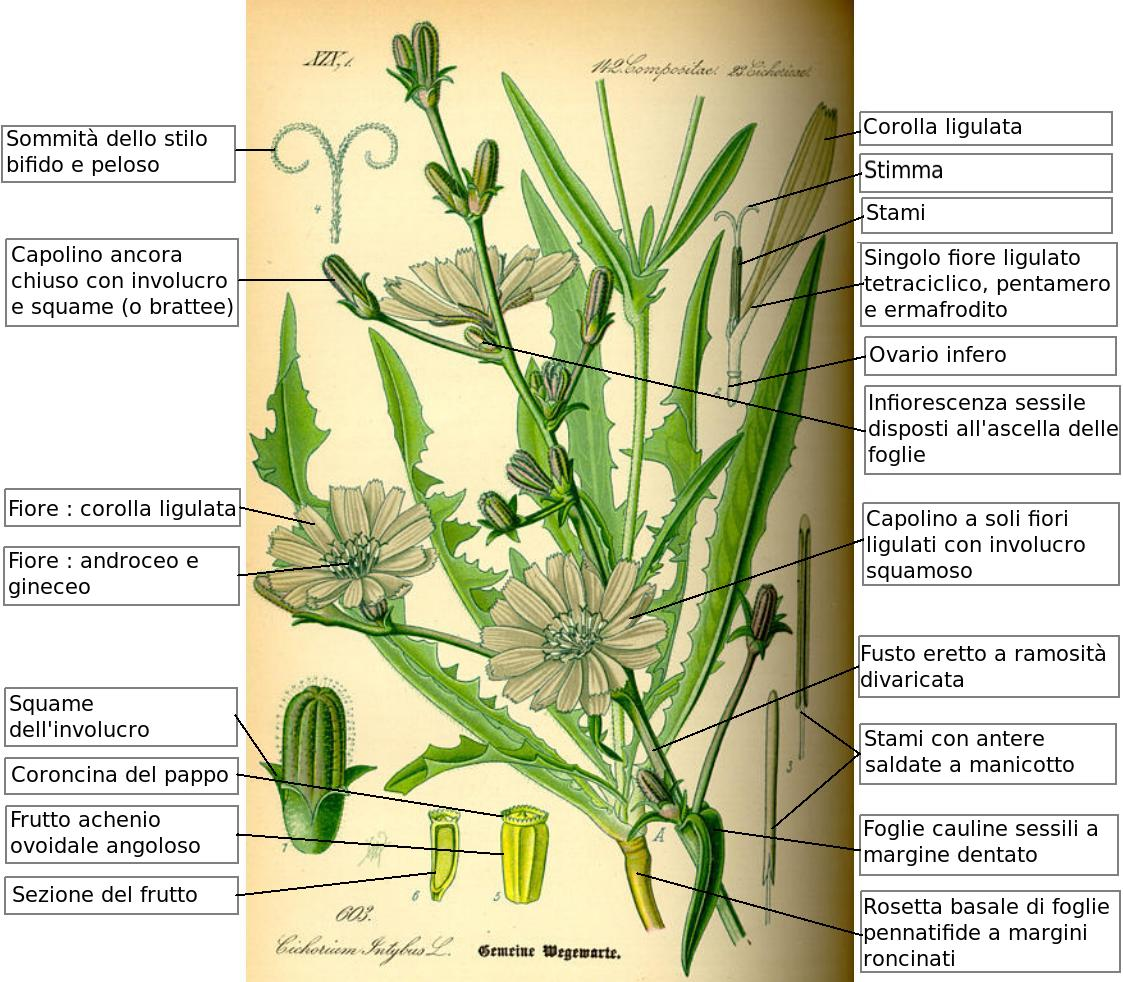
Descrizione delle parti della pianta

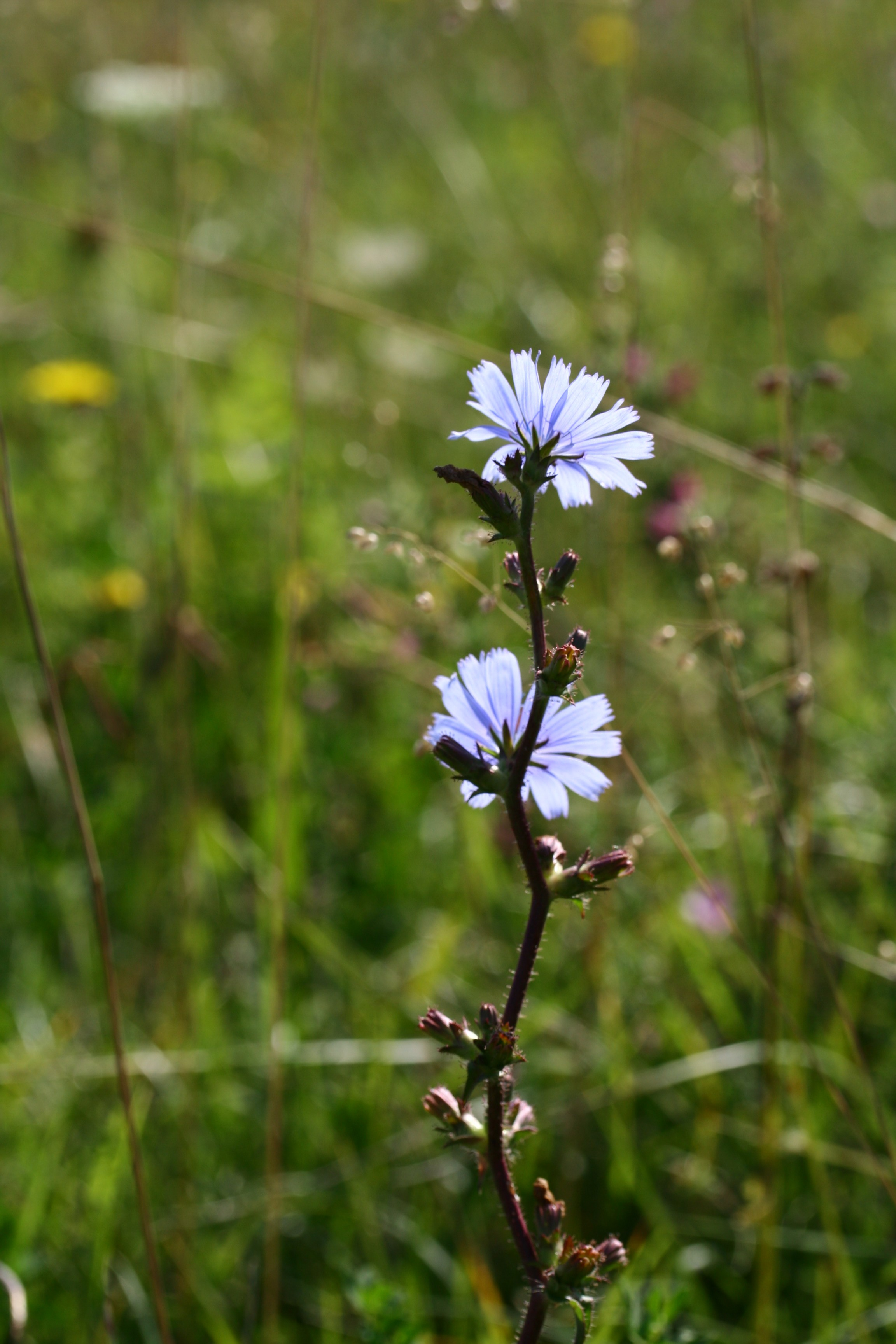
Il portamento

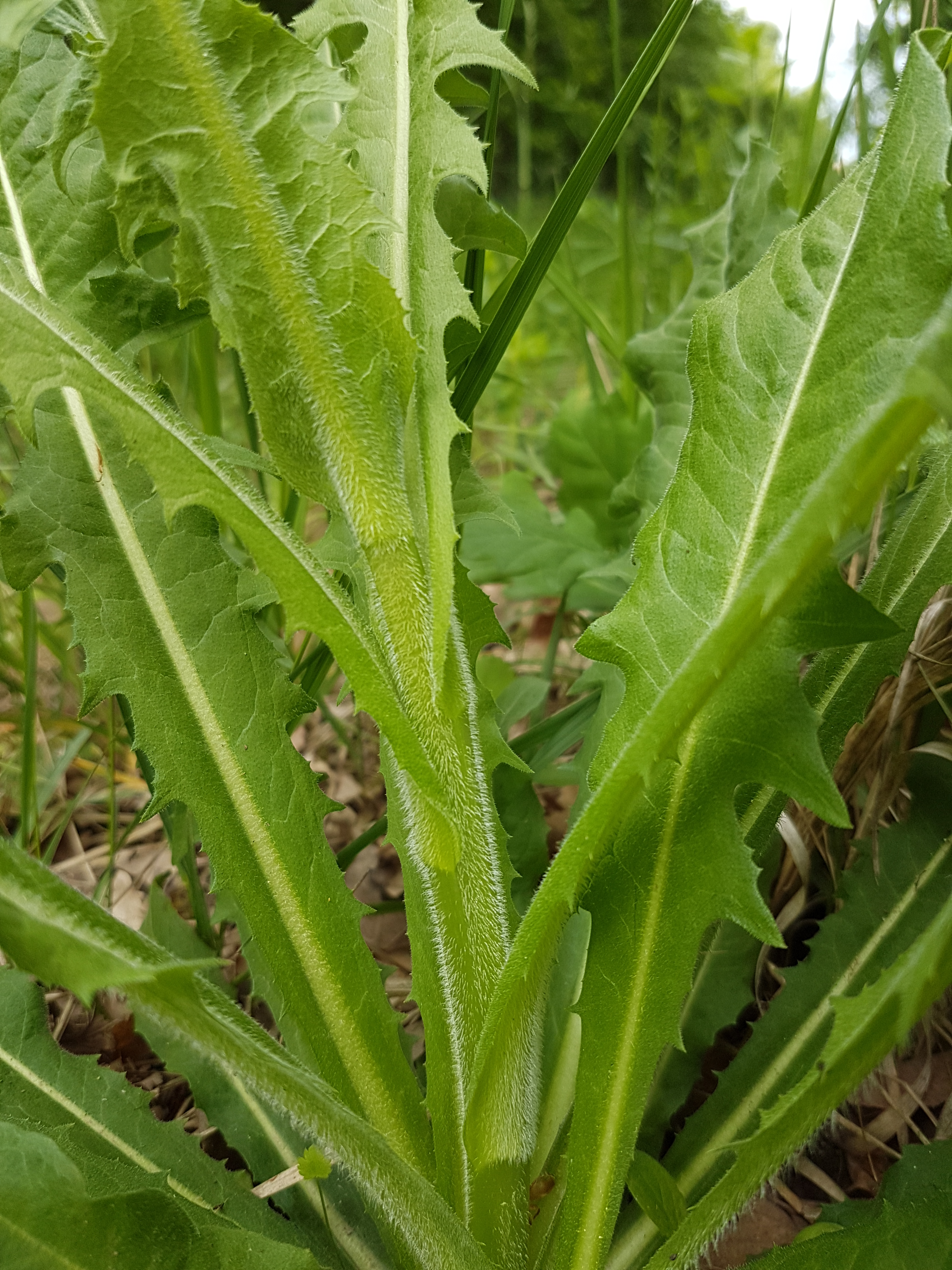
Le foglie

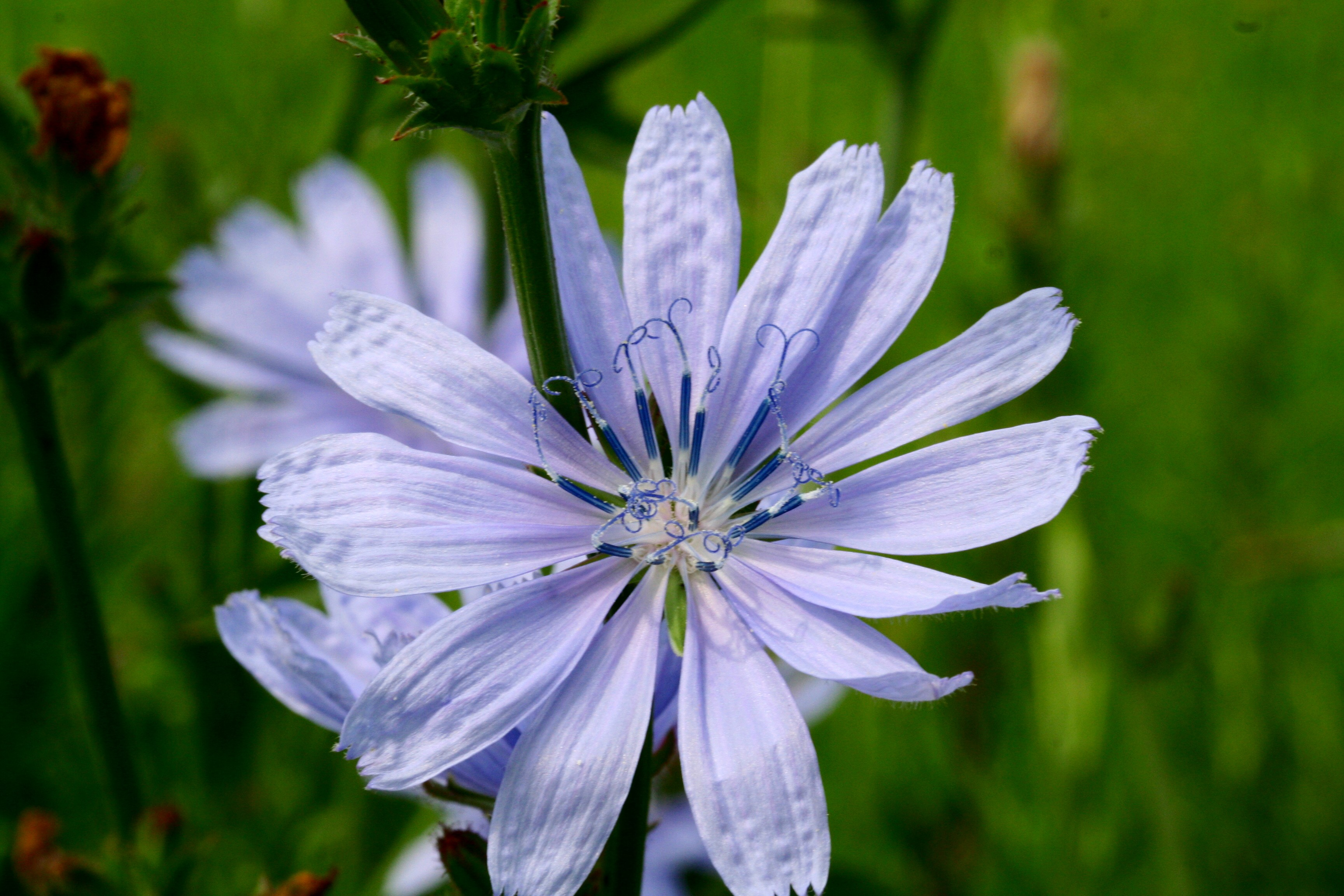
Infiorescenza

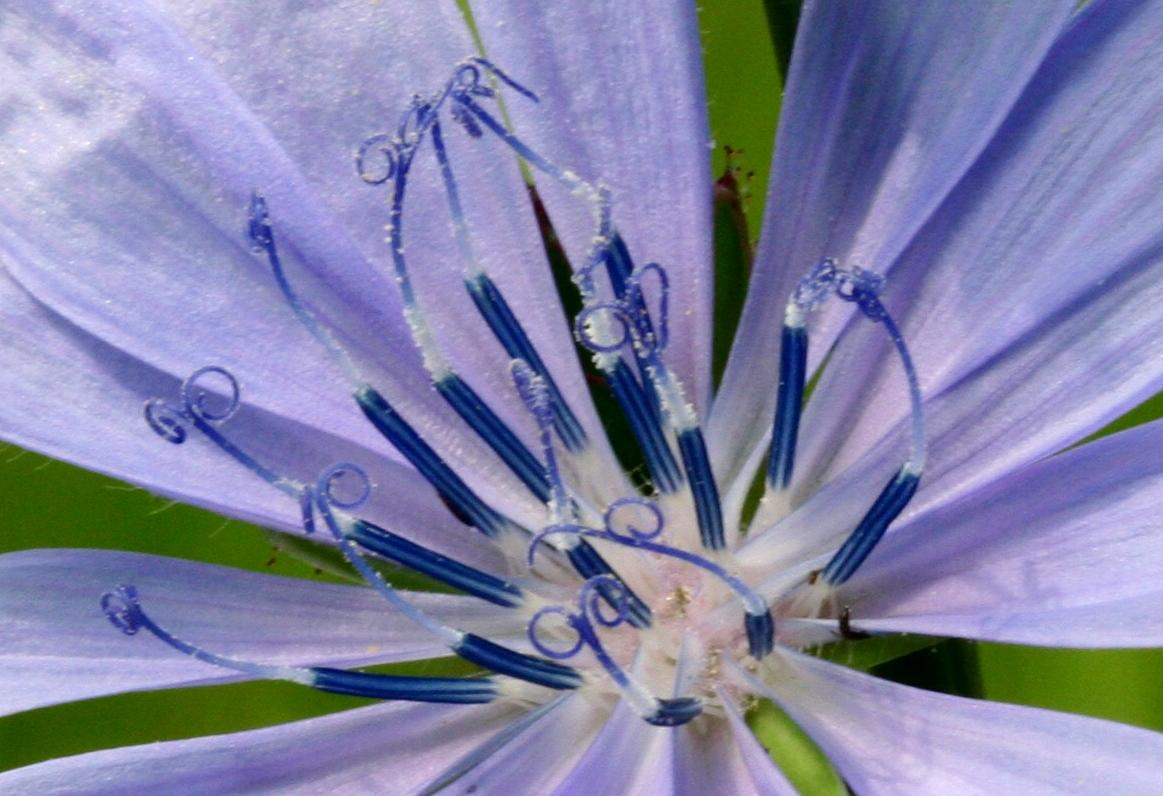
I fiori

Habitus. La cicoria comune raggiunge un'altezza massima di 1,3 m (minimo 20 cm). Il ciclo biologico è perenne, ma a volte anche annuale; nel primo anno spunta una rosetta basale di foglie, mentre il fusto fiorale compare solamente al secondo anno di vita della pianta. La forma biologica della specie è emicriptofita scaposa (H scap): ossia è una pianta perennante con gemme poste al livello del suolo con fusto allungato e poco foglioso.
Radici. Radici secondarie da rizoma.
Fusto. 
- Parte ipogea: la parte interrata consiste in un rizoma ingrossato che termina in una radice a fittone affusolato (a forma conica), di colore bruno scuro; il rizoma è inoltre ricco di vasi latticiferi amari.
- Parte epigea: la parte aerea si presenta eretta (a volte anche prostrata oppure ad andamento zigzagante) con una ramosità divaricata; la sua superficie è ricoperta da peli setolosi rivolti verso il basso e l'interno è cavo. Non sono presenti spine.

Foglie. 
- Foglie basali: le foglie basali formano una rosetta e sono oblanceolate e pennatifide (o pennatopartite) a margini roncinati (raramente interi); i segmenti sono più o meno triangolari.
- Foglie cauline: le foglie cauline sono più piccole di quelle basali, ma hanno sempre la forma lanceolata con il margine dentato - lobato (o raramente intero), comunque progressivamente intero verso l'alto; sono sessili (e anche amplessicauli, ma sempre verso l'alto) e sono disposte lungo il fusto in modo alterno.

Le foglie nascono durante l'autunno, durano durante l'inverno, ma si seccano subito alla fioritura successiva, per questo è facile trovare piante con rami a soli fiori. La pagina fogliare può essere glabra (per le piante coltivate oppure per quelle che si trovano in luoghi erbosi) o molto pelosa (in quelle spontanee soprattutto in climi secchi e aridi). Il colore delle foglie è verde scuro, sulle nervature possono essere soffuse di rosso. Dimensioni delle foglie: larghezza 3 –5 cm; lunghezza 10 – 25 cm.
Infiorescenza. L'infiorescenza è formata da diversi fiori riuniti in capolini (quasi sessili oppure peduncolati – si tratta di un aspetto dimorfico della pianta) disposti all'ascella delle foglie. La struttura dei capolini è quella tipica delle Asteraceae: un peduncolo sorregge un involucro cilindrico formato da più squame che fanno da protezione al ricettacolo sul quale s'inseriscono i fiori di tipo ligulato; l'altro tipo di fiori, quelli tubulosi, normalmente presenti nelle Asteraceae, in questa specie sono assenti. Infatti essa fa parte della sottofamiglia delle Cichoroideae, in passato detta appunto Liguliflorae che si caratterizza per la sola presenza di fiori ligulati.
Le squame (o brattee) in totale sono da 10 a 15 disposte in due serie e cigliate; quelle esterne sono brevi, ovali e patenti (in tutto sono 5 brattee), mentre quelle interne (da 8 a 10 brattee) sono lunghe il doppio di forma oblungo – lanceolate, erette ed conniventi. La forma delle squame è lanceolato – ovale oppure lanceolato – lineari con margini scariosi e apice ottuso. Il ricettacolo è piatto, nudo o leggermente peloso, ma comunque butterato. I capolini (numerosi da 8 a 25, eventualmente riuniti a gruppi di 2 - 3) in questa pianta sono fotosensibili, quindi si chiudono e schiudono con la luce del sole (e naturalmente col brutto tempo). Dimensione dei capolini: larghezza 2 – 3 cm; dimensione dei peduncoli: 0 – 2 mm oppure 12 – 85 mm (vedi sopra); dimensione dell'involucro: larghezza 3 mm; lunghezza 11 – 14 mm. Dimensione delle squame esterne: 5 mm.
Fiori. I fiori (da 13 a 18 per capolino), tutti ligulati, sono tetra-ciclici (ossia sono presenti 4 verticilli: calice – corolla – androceo – gineceo) e pentameri (ogni verticillo ha in genere 5 elementi). I fiori sono ermafroditi, fertili e zigomorfi.
- Formula fiorale:

*/x K {\displaystyle \infty }, [C (5), A (5)], G 2 (infero), achenio
- Calice: i sepali del calice sono ridotti ad una coroncina di squame.
- Corolla: le corolle sono formate da un tubo e da una ligula terminante con 5 denti; il colore è rosa, lavanda, bianco o azzurro. Le ligule abassialmente possono essere sfumate di viola. Dimensione della corolla; 12 mm.
- Androceo: gli stami sono 5 con filamenti liberi e distinti, mentre le antere sono saldate in un manicotto (o tubo) circondante lo stilo.[13] Le antere alla base sono acute. Il polline è tricolporato.[14]
- Gineceo: lo stilo è filiforme. Gli stigmi dello stilo sono due divergenti con la superficie stigmatica posizionata internamente (vicino alla base).[15] Gli stigmi possono essere pelosi sul lato inferiore, oppure corti; sono colorati da bianco a celeste. L'ovario è infero uniloculare formato da 2 carpelli.
- Antesi: questi fiori raggiungono l'antesi tra luglio e ottobre/novembre.

Frutti. Il frutto è un achenio ovoidale angoloso (quasi prismatico a 3 – 5 spigoli) e allungato, glabro a superficie liscia e terminante con una coroncina di squame; è circondato dal ricettacolo  indurito (in questo caso persistente) e abbracciato dalle brattee dell'involucro (anche queste persistenti). Il frutto è sormontato all'apice da un breve pappo persistente composto da 40 – 50 brevissime (0,2 – 0,5 mm) setole disposte in 1 - 2 serie. Dimensione del frutto: lunghezza 2 –3 mm.

## Biologia
- Impollinazione: l'impollinazione avviene tramite insetti (impollinazione entomogama tramite farfalle diurne e notturne). In particolare per questa specie l'impollinazione avviene tramite api, che vi raccolgono polline e nettare[16][17](i fiori sono comunque anche autofertili).
- Riproduzione: la fecondazione avviene fondamentalmente tramite l'impollinazione dei fiori (vedi sopra).
- Dispersione: i semi (gli acheni) cadendo a terra sono successivamente dispersi soprattutto da insetti tipo formiche (disseminazione mirmecoria). In questo tipo di piante avviene anche un altro tipo di dispersione: zoocoria. Infatti gli uncini delle brattee dell'involucro (se presenti) si agganciano ai peli degli animali di passaggio disperdendo così anche su lunghe distanze i semi della pianta.

## Distribuzione e habitat

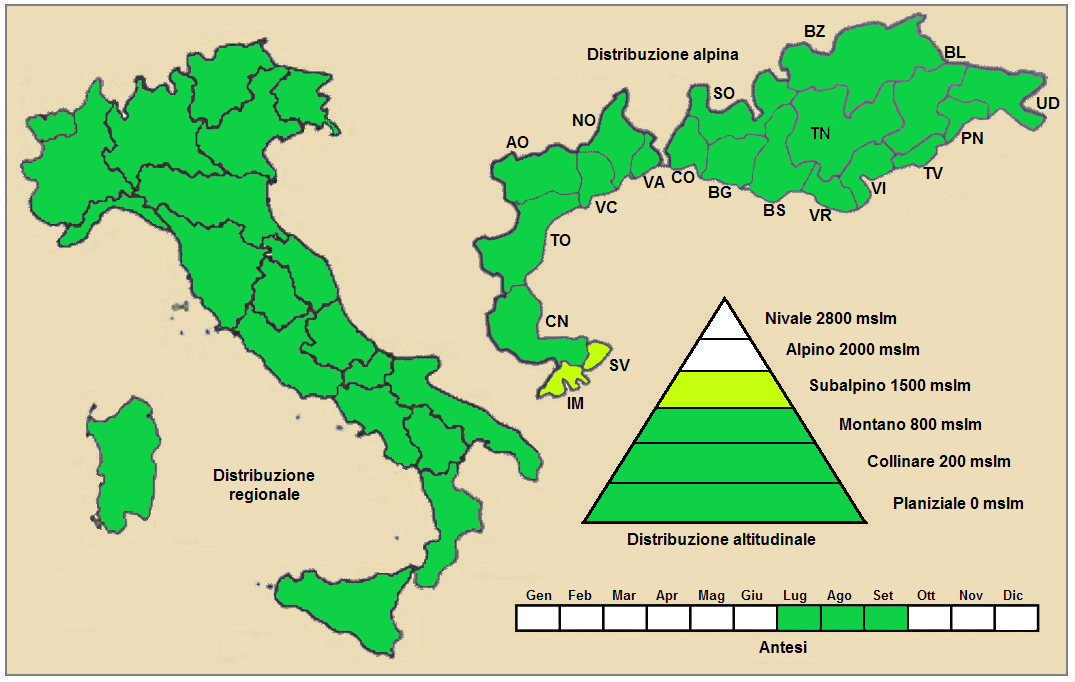
Distribuzione della pianta (Distribuzione regionale – Distribuzione alpina)

Geoelemento: il tipo corologico (area di origine) è Cosmopolita, ossia relativo a tutte le zone del mondo; ma è anche definito Paleotemperato, relativo alle zone temperate dell'Eurasia e America del nord e quindi può essere definito anche Eurasiatico.
Distribuzione: è comune in tutta l'Italia (meno frequente sul versante centrale del Tirreno e al sud); nel resto del mondo la si trova in tutti i continenti.
Habitat: questa pianta si può trovare ovunque; margini di sentieri, campi coltivati, terreni incolti, zone a macerie e ambienti ruderali, praterie ma anche aree antropizzate; inoltre essendo una pianta coltivata la si trova negli orti e colture industriali. Il substrato può essere sia calcareo che siliceo, il pH del terreno è basico con valori nutrizionali medi in ambiente secco.
Distribuzione altitudinale: dal piano fino a 1.450 m s.l.m.; è presente quindi nel piano vegetazionale collinare e montano.

### Fitosociologia

#### Areale alpino
Dal punto di vista fitosociologico alpino la specie di questa scheda appartiene alla seguente comunità vegetale:
Formazione: comunità perenni nitrofile
Classe: Artemisietea vulgaris
Ordine: Onopordetalia acanthii

#### Areale italiano
Per l'areale completo italiano Cichorium intybus appartiene alla seguente comunità vegetale:
Macrotipologia: vegetazione erbacea sinantropica, ruderale e megaforbieti
Classe: Artemisietea-vulgaris Lohmeyer, Preising & Tüxen ex Von Rochow, 1951
Ordine: Onopordetalia-acanthii Br.-Bl. & Tüxen ex Klika in Klika & Hadač, 1944
Alleanza: Dauco carotae-Melilotion albi Gors, 1966

## Descrizione
L'alleanza Dauco carotae-Melilotion albi è relativa alle comunità ruderali nitrofile di specie erbacee con cicli biologici bienni e perenni su suoli aridi e poveri di nutrienti con elevato contenuto di ghiaia e detriti. Questa alleanza è distribuita nell’Europa centrale da cui si è in seguito diffusa tramite mezzi antropogenici (strade, ferrovie e spostamenti umani).
Specie presenti nell'associazione: Oenothera biennis, Reseda lutea, Cichorium intybus, Cirsium arvense, Verbascum densiflorum, Verbascum nigrum, Achillea millefolium, Artemisia vulgaris, Elytrigia repens, Pastinaca sativa subsp. urens, Reseda lutea, Melilotus albus, Melilotus officinalis, Linaria vulgaris, Medicago sativa, Erigeron annuus, Erysimum hieracifolium, Saponaria officinalis, Solidago canadensis, Crepis rhoeadifolia e Crepis setosa.

## Tassonomia
La famiglia di appartenenza di questa voce (Asteraceae o Compositae, nomen conservandum) probabilmente originaria del Sud America, è la più numerosa del mondo vegetale, comprende oltre 23.000 specie distribuite su 1.535 generi, oppure 22.750 specie e 1.530 generi secondo altre fonti (una delle checklist più aggiornata elenca fino a 1.679 generi). La famiglia attualmente (2021) è divisa in 16 sottofamiglie.

### Filogenesi
Il genere della specie di questa voce appartiene alla sottotribù Cichoriinae della tribù Cichorieae (unica tribù della sottofamiglia Cichorioideae). In base ai dati filogenetici la sottofamiglia Cichorioideae è il terz'ultimo gruppo che si è separato dal nucleo delle Asteraceae (gli ultimi due sono Corymbioideae e Asteroideae). La sottotribù Cichoriinae fa parte del "quinto" clade della tribù; in questo clade insieme alla sottotribù Microseridinae forma un "gruppo fratello".
Cichorium, a causa del suo pappo di tipo squamoso, è stato a lungo considerato l'unico genere della sottotribù Cichorieae. In seguito al ritrovamento (nella regione del Corno d'Africa) delle due specie del genere Erythroseris, sulla base di prove morfologiche e molecolari, il nuovo genere è risultato essere "fratello" di Cichorium.
I caratteri distintivi per le specie del genere Cichorium sono:
- il portamento delle piante è annuo o perenne;
- i fusti sono ramosi e fogliosi;
- i capolini sono numerosi con molti fiori e in certi casi con peduncoli spessi;
- il blu dei fiori è brillante;
- gli acheni sono robusti con forme variabili da obovoidi a subcilindriche, sono inoltre debolmente nervati;
- il pappo (minuto) è formato da una o due serie di coroncine di brevi dentelli.

In particolare i caratteri distintivi per la specie sono:
- il portamento è erbaceo perenne;
- i fusti in genere sono privi di spine;
- la parte superiore dei peduncoli può essere debolmente ingrossata;
- l'involucro ha delle forme cilindriche con diametri di 11 - 14 mm;
- gli acheni sono lunghi 2 - 3 mm (8 - 10 volte il pappo).

Il numero cromosomico della specie è: 2n = 18 (specie diploidi).

### Diversità genetica e variabilità
Questa specie è molto polimorfa e non è stata ancora studiata a fondo. Ad esempio nel meridione (e quindi con climi caldi) si presenta in diverse varianti (che secondo Pignatti rientrano nelle variabilità individuali; infatti queste varianti in genere sono considerate sinonimi della specie principale. Alcune delle diverse varianti osservate al sud dell'Italia secondo alcuni autori potrebbero essere degli ibridi tra la specie della presente voce e la specie Cichorium pumilum Jacq.
Per questa specie sono riconosciute le seguenti 3 sottospecie presenti nella flora spontanea italiana:
- 1A: le brattee involucrali esterne sono lunghe come quelle interne;

subsp. glabratum (C.Presl) Arcang.: i capolini sono geminati (uno sessile e l'altro peduncolato); la distribuzione è laziale.
- 1B: le brattee involucrali esterne sono più brevi di quelle interne;

- 2A: le sinflorescenze sono più o meno ampiamente ramose:

subsp. intybus: gli scapi fiorali sono ramosi con molti capolini; le sinflorescenze sono di tipo a pannocchia; è il tipo prevalente.
- 2B: i capolini sono sessili e distribuiti in modo ravvicinato (gli assi sono indivisi);

subsp. spicatum I. Ricci: gli scapi fiorali sono indivisi con 20 - 30 capolini subsessili portati su un unico asse (la sinflorescenza è del tipo lineare); la distribuzione è più o meno a sud della Toscana.

### Sinonimi
Cichorium intybus, in altri testi, può essere chiamata con nomi diversi. L'elenco seguente indica alcuni tra i sinonimi più frequenti:
- Cichorium byzantinum G.C. Clementi (1857)
- Cichorium casnia C.B. Clarke (1876)
- Cichorium cicorea Dumort. (1829)
- Cichorium commune Pallas (1776)
- Cichorium glabratum C. Presl (1826)
- Cichorium hirsutum Gren. (1838)
- Cichorium perenne Stokes (1812)
- Cichorium rigidum Salisb. (1796)
- Cichorium sylvestre Lam. (1779)

### Specie simili
- Cichorium endivia L.  – Indivia selvatica: questa specie differisce soprattutto dal colore del fiore che è porpora, dai frutti che sono più piccoli (1,5 – 2,5 mm) ma con pappi più lunghi; inoltre è una pianta a ciclo biologico prevalentemente annuo.

## Usi
Questa pianta è abbondantemente utilizzata in vari campi. È pianta visitata dalle api per il suo polline e per il nettare.

### Farmacia
- Principi attivi[25]: nelle radici sono presenti sostanze amare, zuccheri (contiene tre tipi di zucchero: destrosio, levulosio e pentosipentoso), colina, inulina, potassio, calcio e ferro, acido dicaffeiltartarico (e altri derivati dell'acido caffeico).
- Proprietà curative[25]: in generale la cicoria stimola le funzioni, tramite depurazione e disintossicazione, dell'intestino, del fegato e dei reni grazie alle proprietà digestive, ipoglicemizzanti, lassative, colagoghe (facilita la secrezione biliare verso l'intestino), ed è cardiotonica (regola la frequenza cardiaca). Dai fiori si possono estrarre dei liquidi utili per curare alcuni tipi di oftalmie. La polpa della radice può essere utile per alcune infiammazioni (proprietà antiflogistica).
- Parti usate: per scopi medicinali si raccoglie la radice durante tutta l'estate e le foglie prima della fioritura.
- Modalità d'uso: in genere si usano dei decotti oppure si formano degli sciroppi; dalle foglie macerate opportunamente si può ottenere una crema rinfrescante per il viso (combatte gli arrossamenti).
- Controindicazioni:  una fonte riporta che l'uso prolungato delle radici di cicoria come surrogato del caffè, potrebbe ridurre la funzionalità della retina[26]. Ma bisogna anche dire che la moderna letteratura scientifica contiene poca o nessuna prova a sostegno o a confutazione di una simile ipotesi.

### Cucina
In cucina si ha una prima differenziazione tra cicoria selvatica (o da campo o cicorelle) spontanea da raccolta in campo ma ultimamente anche coltivata e le sue varietà orticole in genere solo coltivate. Queste ultime possono produrre un cespo carnoso basale che si presta a ricette che ampliano il solo tradizionale utilizzo delle foglie (consumo a crudo con o senza condimento, lessatura, ribollita, frittura, arrosto, ecc.). Se si fa un uso costante delle foglie fresche si ottengono anche i benefici medicamentosi descritti sopra. 
Il gusto è in genere amarognolo che può essere valorizzato opportunamente in combinazione con altri ingredienti più neutri. In genere le raccolte dopo i primi freddi invernali sono più dolci, a volte per nulla amarognole mentre le cicorie a ciclo primaverile-estivo sono notoriamente più amare. La cicoria selvatica da campo dopo la pulizia da steli, radici, terra, viene lasciata spurgare in acqua e sottoposta a una prima bollitura e scolatura per ridurne l'amarognolo.
La radice della pianta se tostata diventa un ottimo succedaneo del caffè (pratica proposta a quanto pare nel 1600 dal medico e botanico veneto Prospero Alpini (1553 – 1617); inizialmente però come scopo terapeutico). Quest'uso è stato molto popolare soprattutto in tempi di guerra, quando le importazioni del caffè subivano rallentamenti, ad esempio durante il periodo napoleonico in Europa oppure per altri motivi in India o ancora nella Germania Est del 1976 durante la «crisi del caffè». Il caffè di cicoria, bevanda ottenuta dalla radice tostata e macinata di questa pianta, divenne un simbolo tangibile delle ristrettezze economiche e delle politiche autarchiche imposte dal regime fascista durante il ventennio. La sua diffusione massiccia, in sostituzione del prezioso caffè, sottolineava le difficoltà incontrate dagli italiani nel reperire beni di prima necessità a causa delle sanzioni internazionali e delle scelte economiche del regime, riflettendo un contesto più ampio di sacrifici e privazioni imposto alla popolazione. 

#### Varietà orticole
La cicoria selvatica ha dato origine a molte varietà orticole (generalmente di cultivar antocianiche, con le foglie colorate); qui di seguito sono elencate alcune:
- Radicchio Rosso di Treviso
- Radicchio Variegato di Castelfranco
- Rosa di Chioggia o Cicoria variegata di Chioggia
- Catalogna o Cicoria asparago
- Cicoria brindisina
- Cicoria all'acqua
- Radicchio di Bruxelles o Cicoria di Bruxelles o Cicoria di Witloof
- Cicoria «barba di cappuccino»[28]
- Biondissima di Trieste
- Ceriolo
- Rosa di Gorizia

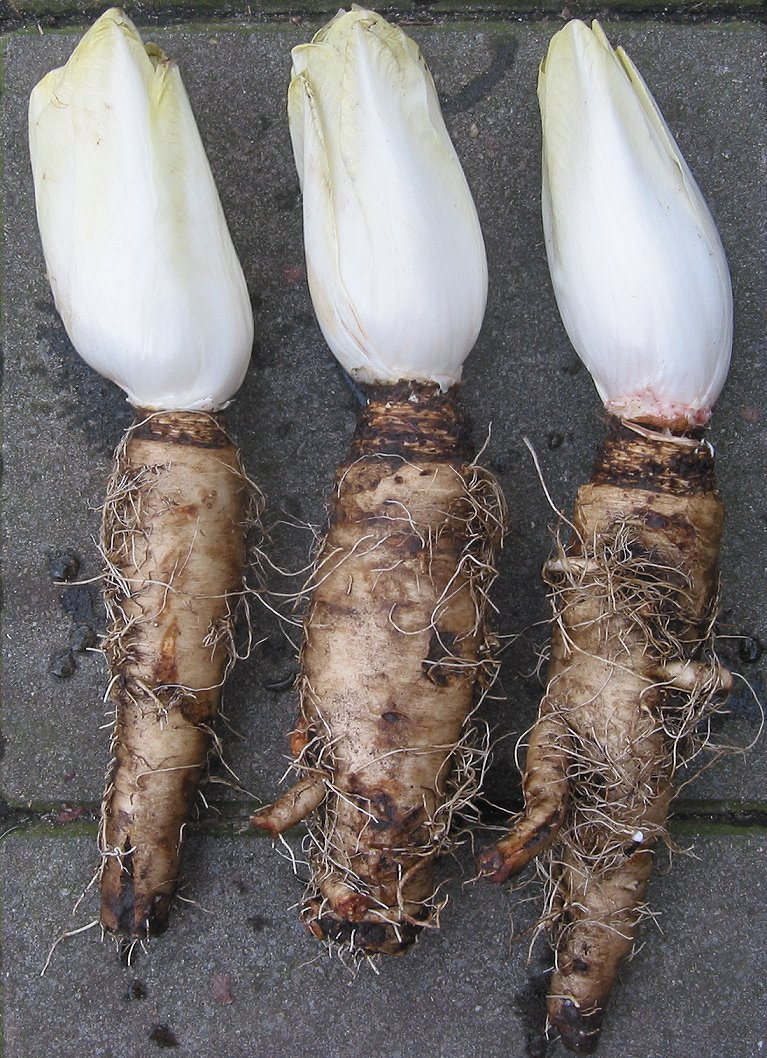
Radicchio di Bruxelles
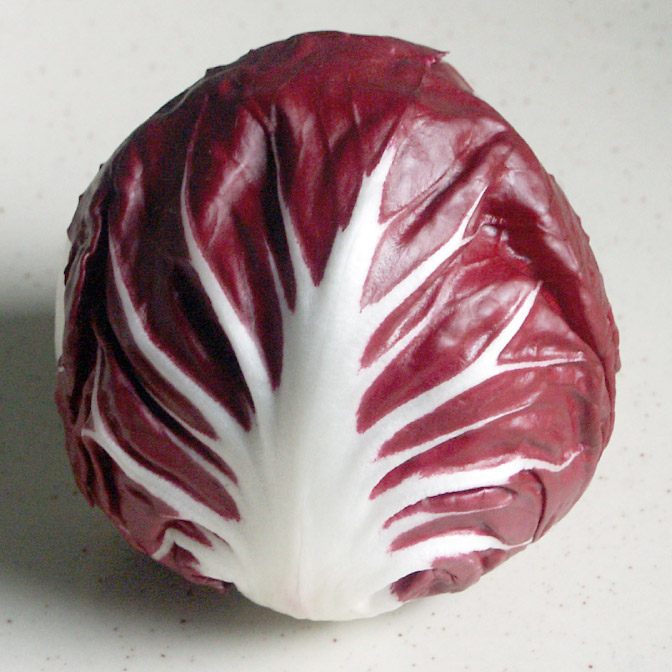
Radicchio Rosso di Chioggia
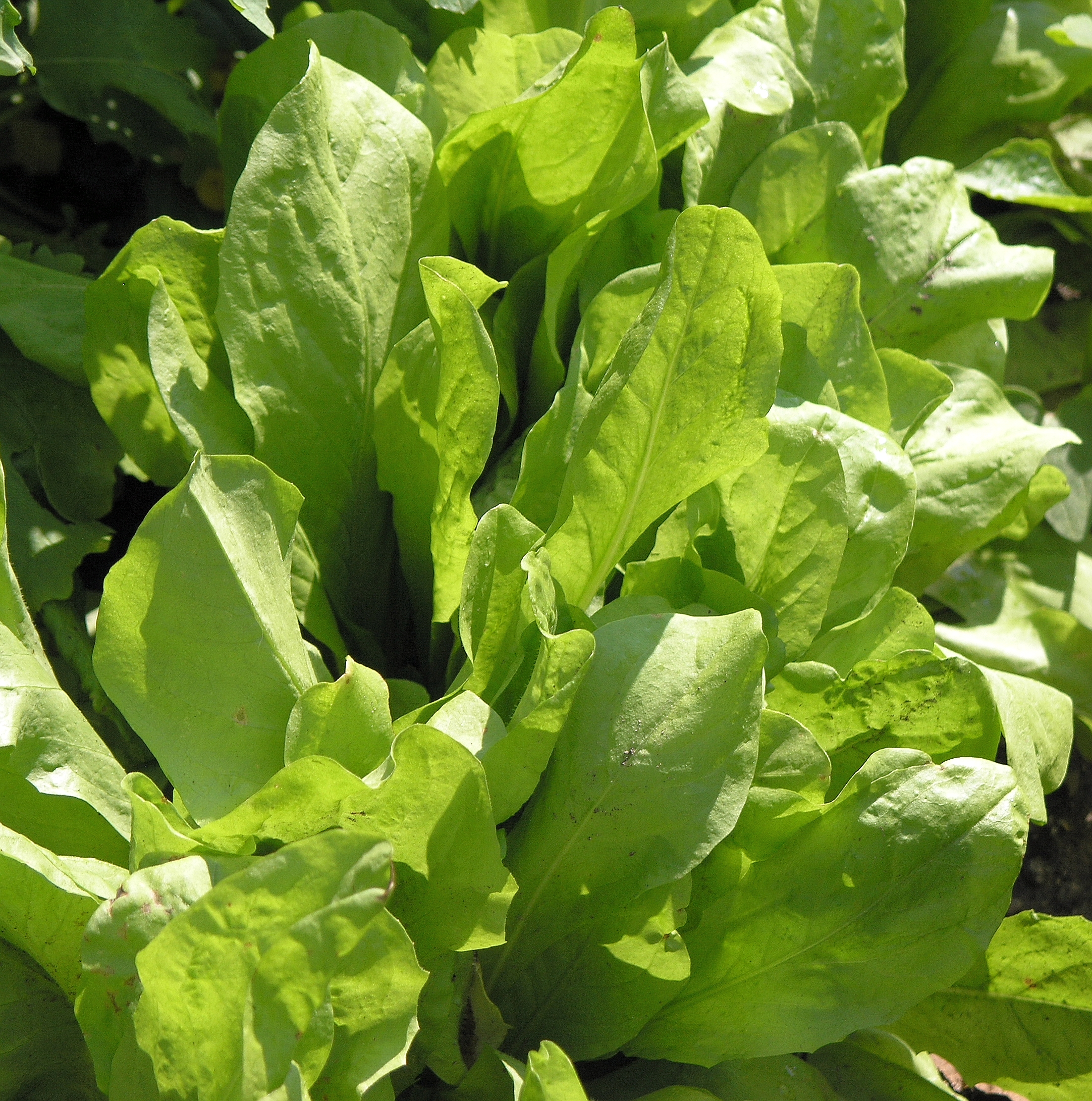
Biondissima di Trieste
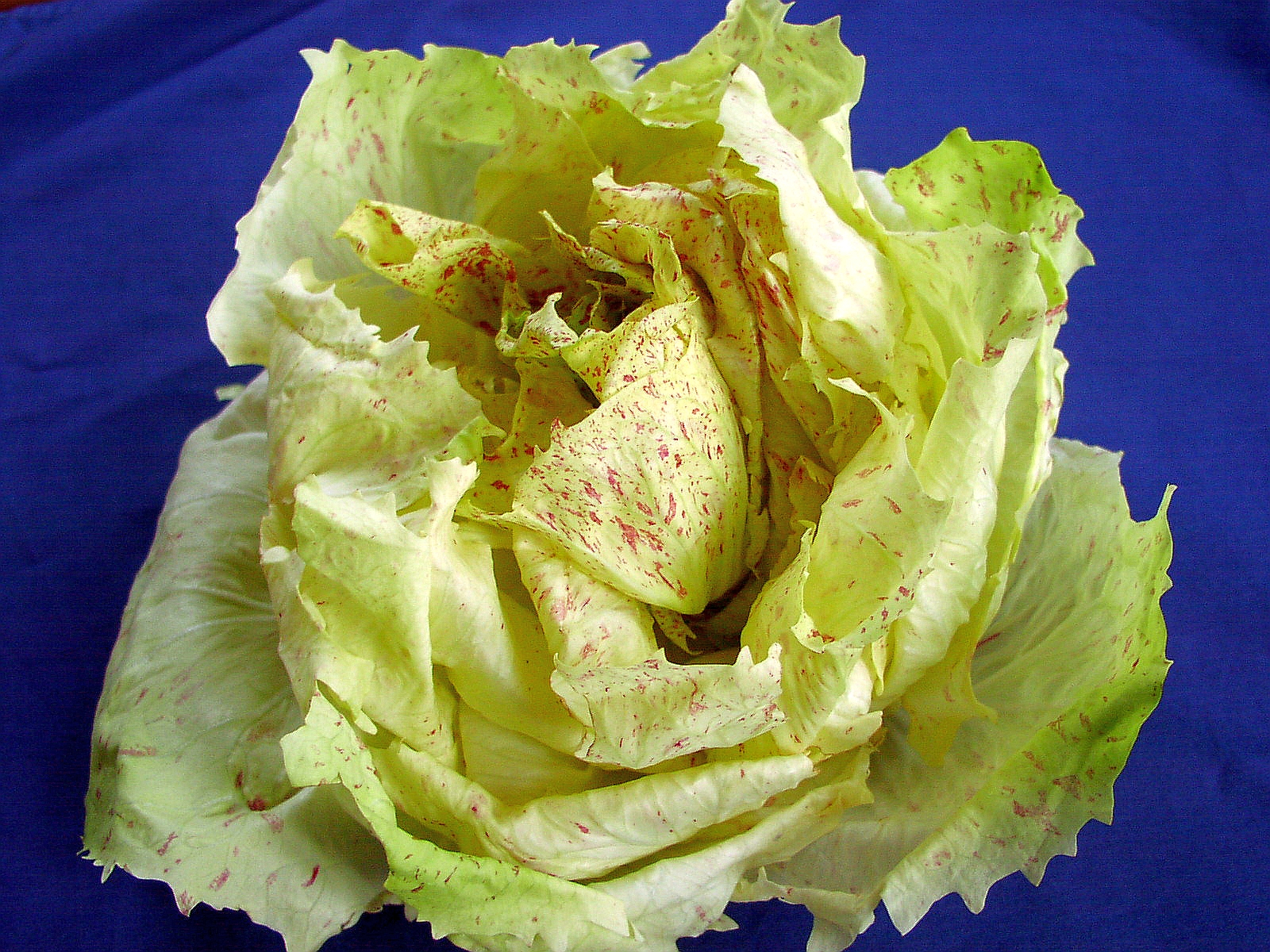
Radicchio Variegato di Castelfranco
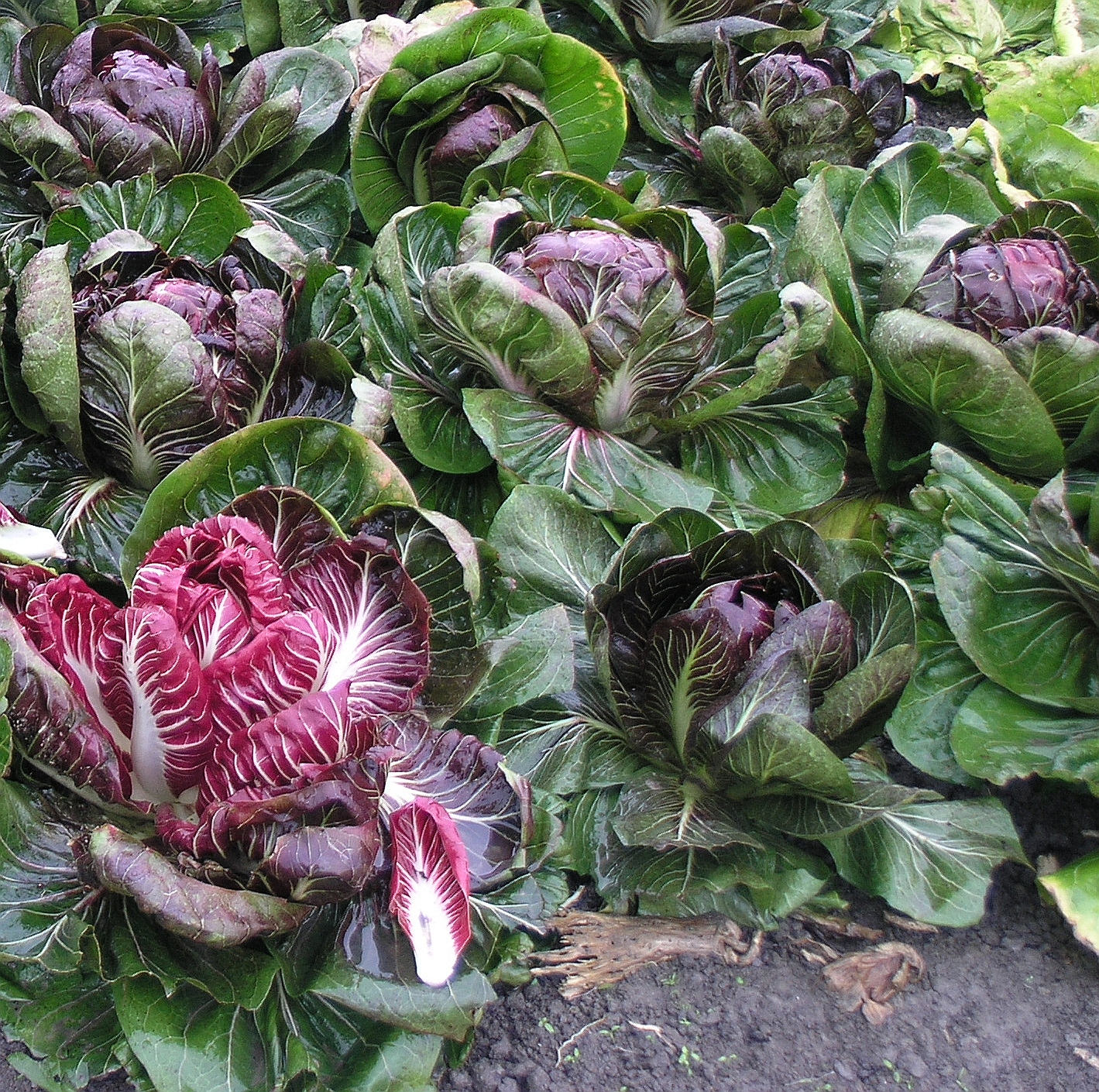
Radicchio Rosso di Treviso

### Industria
Dalle foglie si ricavano coloranti blu. Dalle radici viene ricavato del biocarburante in quanto l'inulina è un polisaccaride che facilmente può essere convertito in alcol etilico. I fiori inoltre contengono degli acceleratori dell'attività batterica utili nella fermentazione dei compost. Recentemente dalla radice di Cicoria è stato estratto uno sciroppo (come per le barbabietole), ma la radice è stata usata anche come dolcificante nel settore alimentare. La radice di cicoria viene usata anche nella produzione della birra: alcuni produttori la usano torrefatta per migliorare il sapore delle loro birre. Nell'industria dell'allevamento spesso nel foraggio vengono immesse delle quantità di cicoria in quanto si è riscontrata una sua capacità di eliminare i parassiti interni degli animali.

### Coltivazione
La coltivazione della cicoria non è molto impegnativa, si tratta di una specie abbastanza rustica e quindi resistente sia alle basse che alle alte temperature. Si deve vangare bene il terreno (abbastanza in profondità) e quindi aggiungere del letame e concime minerale. La semina va fatta a seconda della varietà (evitare i mesi più freddi) e durante la crescita è bene spolverare le giovani piantine con nitrato di calcio. Se si vogliono ottenere dei cespi compatti e croccanti allora si deve attivare la tecnica della «forzatura»; le radici giovani vanno tagliate e messe in cassoni al coperto sotto del terriccio umido. Dopo un mese compaiono le foglie bianche dal delicato gusto chiamato anche «Radicchio o Cicoria di Bruxelles». Se si vuole accelerare la crescita bisogna riscaldare i cassoni.

#### Avversità
La cicoria può essere attaccata in superficie da afidi e lumache; in profondità dalle larve di maggiolini e dal grillotalpa. Un altro possibile pericolo per queste piante è il marciume (da funghi tipo Botrytis o Peronospora) che può essere bloccato sia evitando habitat caldo-umidi che trattando le piante con prodotti a base di zolfo.